# NIC-40
La NIC-40  es una importante carretera nacional clasificada como troncal principal en Nicaragua. Esta vía comienza en el Oeste, conectándose con la NIC-52B en Tránsito, Departamento de León y culmina en la NIC-12 en el poblado El Socorro, departamento de León.

## Extensión
Con una extensión de 13,43 millas (21,6 km), la NIC-40 juega un rol clave en la conectividad y transporte de la región.